# 史密斯鎮區 (阿肯色州林肯縣)
史密斯鎮區（英語：Smith Township）是位於美國阿肯色州林肯縣的一個行政鎮區。

## 地方資料
史密斯鎮區的面積為191.12平方千米，當中陸地面積為189.91平方千米，而水域面積為1.21平方千米。根據2010年美國人口普查的數據，當地共有人口552人，而人口密度為每平方千米2.89人。